# Сан Донато (Империја)
Сан Донато је насеље у Италији у округу Империја, региону Лигурија.
Према процени из 2011. у насељу је живело 223 становника. Насеље се налази на надморској висини од 353 м.